# Beech Creek
Beech Creek és una població dels Estats Units a l'estat de Pennsilvània. Segons el cens del 2000 tenia 717 habitants.

## Demografia
Segons el cens del 2000, Beech Creek tenia 717 habitants, 301 habitatges, i 201 famílies. La densitat de població era de 503,3 habitants per quilòmetre quadrat.
Dels 301 habitatges en un 23,6% hi vivien nens de menys de 18 anys, en un 54,2% hi vivien parelles casades, en un 7,6% dones solteres, i en un 33,2% no eren unitats familiars. En el 28,6% dels habitatges hi vivien persones soles el 20,3% de les quals corresponia a persones de 65 anys o més que vivien soles. El nombre mitjà de persones vivint en cada habitatge era de 2,38 i el nombre mitjà de persones que vivien en cada família era de 2,92.
Per edats la població es repartia de la següent manera: un 20,8% tenia menys de 18 anys, un 8,2% entre 18 i 24, un 26,8% entre 25 i 44, un 24,4% de 45 a 60 i un 19,8% 65 anys o més.
L'edat mediana era de 41 anys. Per cada 100 dones de 18 o més anys hi havia 90,6 homes.
La renda mediana per habitatge era de 31.250 $ i la renda mediana per família de 39.167 $. Els homes tenien una renda mediana de 25.441 $ mentre que les dones 17.426 $. La renda per capita de la població era de 15.567 $. Entorn del 3,4% de les famílies i el 5,2% de la població estaven per davall del llindar de pobresa.

## Poblacions més properes
El següent diagrama mostra les poblacions més properes.